# Marjia Mamasjuk
Marjia Mamasjuk, född den 31 augusti 1992 i Homel, är en vitrysk brottare.
Hon tog OS-silver i mellanvikt i samband med de olympiska tävlingarna i brottning 2016 i Rio de Janeiro.